# Rye Rye
Ryeisha Berrain (Baltimore, Maryland, 25 de novembro de 1990), mais conhecida como Rye Rye, é uma rapper e dançarina americana. Assinado a N.E.E.T. Recordings e lançou o álbum Go! Pop! Bang! em 15 de maio de 2012. No início de 2009, MSNBC listou Rye Rye como uma das "5Top: Top of the pops! Up-and coming young singers." Em 2011, foi nomeada como uma das "21 Under 21" da Billboard. Fez sua estreia como atriz no filme 21 Jump Street (2012).